# Perșe Travnea, Sumî
Perșe Travnea (în ucraineană Перше Травня) este un sat în comuna Kindrativka din raionul Sumî, regiunea Sumî, Ucraina.

## Demografie
Componența lingvistică a localității Perșe Travnea
     Rusă (53,85%)
     Ucraineană (46,15%)
Conform recensământului din 2001, majoritatea populației localității Perșe Travnea era vorbitoare de rusă (53,85%), existând în minoritate și vorbitori de ucraineană (46,15%).